# Pardo (rivier)
De Pardo is een rivier in de staat Amazonas in het noordwesten van Brazilië. De rivier stroomt doorheen de Vale do Javari, een van de grootste inheemse gebieden in Brazilië.